# Manfred Gertzki
Manfred Gertzki  (* 17. Mai 1942 in Danzig; † 27. April 1973 in Berlin) war ein Todesopfer an der Berliner Mauer. Angehörige der Grenztruppen der DDR erschossen ihn bei einem Fluchtversuch aus der DDR und stießen ihn anschließend in die Spree, wo er versank.

## Leben
Während des Zweiten Weltkriegs geboren, floh seine Mutter 1945 mit ihm aus Danzig zunächst nach Eisenach und schließlich nach Chemnitz. Sein Vater starb ebenso im Krieg wie sein Bruder. In Chemnitz, absolvierte er eine Lehre zum Schlosser. Anschließend leistete er seinen Wehrdienst bei den Luftstreitkräften der Nationalen Volksarmee. Nach dem Dienst setzte er seine Ausbildung fort und wurde Maschinenbau-Ingenieur. Der VEB Robotron in Karl-Marx-Stadt stellte ihn an und ermöglichte ihm ein Abendstudium an der Technischen Hochschule, das er 1972 mit Diplom vollendete. Mit dem Tod seiner Mutter verlor er 1967 die letzte lebende Verwandte in der DDR.
Manfred Gertzki begann in der Folgezeit seine Flucht in den Westen vorzubereiten. Er schickte einige persönliche Dinge in die Bundesrepublik. Mit zwei Millimeter starken Metallplättchen, die er auf ein Tuch nietete und in seine Jacke einnähte, wollte er sich eine kugelsichere Weste bauen. Auch einen Motorradhelm rüstete er mit einer Stahl-Gesichtsmaske aus. Seine Schutzausrüstung wog etwa 50 Kilogramm. 
Am Abend des 27. April 1973 ging er mit seiner Schutzausrüstung ins Grenzgebiet nahe dem Reichstagsgebäude in Berlin-Mitte. Wegen Bauarbeiten an der Spree waren die Grenzanlagen in provisorischen Zustand. Gertzki brach ein Schloss auf. Sein Plan war, an der Mauer entlang zum Ufer zu gehen und dort die Mauer zu umklettern. Auf dem Weg musste er kurzzeitig das Blickfeld des 15 Meter entfernten Wachturms („Schallplatte“) vor dem Reichstagspräsidentenpalais durchqueren. Ein weiterer Wachturm befand sich etwa 300 Meter entfernt an der Kronprinzenbrücke. Die Besatzungen beider Wachtürme wurden durch das Grenzmeldesystem auf den Flüchtling aufmerksam. Aus dem Wachturm „Schallplatte“ eröffneten die Posten das Feuer auf Manfred Gertzki, der zu Boden ging und weiter Richtung Ufer kroch. Auf seinem weiteren Weg geriet er in das Schussfeld des zweiten Wachturms. Etwa zwei Meter vor der Grenzlinie zu West-Berlin blieb er liegen. Sein letztes Hindernis wäre ein Maschendrahtzaun gewesen. 
Auf westlicher Seite bemerkten Passanten, Polizisten und britische Militärangehörige den Vorfall, was die Grenzer der DDR veranlasste, den Körper schnellstmöglich aus dem unmittelbaren Grenzbereich und vor allem dem Sichtfeld des Westens zu bergen. Vergeblich versuchte ein Grenzer ihn zurückzuziehen, während ein Zoll-Boot zur Hilfe kam, das nicht am Ufer festmachen konnte. Die Bootsbesatzung forderte den Grenzer auf, Gertzki ins Wasser zu werfen. Durch das Gewicht seiner Schutzausrüstung wurde Gertzki auf den Grund der Spree gezogen. Zwei Stunden später fanden Taucher der DDR-Feuerwehr die Leiche, befestigten sie an einem Boot, so dass sie aus dem Westen nicht gesehen werden konnte, und transportieren sie ab.
Der Vorfall war als „Mord am Reichstag“ Gegenstand der Berichterstattung in westlichen Medien. Nach der deutschen Wiedervereinigung nahm die Berliner Staatsanwaltschaft Ermittlungen wegen des Todes auf, die 1997 zu einem Mauerschützenprozess gegen drei Schützen führten. Das Verfahren gegen die beiden Posten des Wachturms „Schallplatte“ endete mit Freisprüchen, weil ihnen keine individuelle Schuld nachgewiesen werden konnte. Der dritte Grenzposten, er schoss von dem weiter entfernten Wachturm, wurde zu einer Freiheitsstrafe von zwölf Monaten auf Bewährung verurteilt.